# Puente Mario Foianini
El Puente Mario Foianini es un puente que se encuentra en la ciudad de Santa Cruz de la Sierra, ubicada al este de Bolivia. El puente cruza el río Piraí y une al municipio de Santa Cruz de la Sierra con el municipio de Porongo. El puente tiene 420 metros de largo y 7,30 metros de ancho. Si bien fue diseñado para soportar una capacidad de 3.500 vehículos al día, la estructura soporta hoy un flujo promedio de entre 10.000 y 20.000 vehículos por día. Esto se debe a que la mayor parte de los habitantes del Urubó, del lado de Porongo, se desplazan a la ciudad diariamente para trabajar, estudiar o recibir servicios médicos. Actualmente es el único puente que conecta los municipios de Porongo y Santa Cruz.

## Historia
El puente fue construido por el ingeniero y empresario Mario Foianini Lozada con sus propios recursos, con la visión de construir y urbanizar la zona que queda en el municipio de Porongo. Fue levantado por el consorcio Colinas del Urubó, que fue la primera urbanización en la zona del Urubó del municipio de Porongo, con un costo de 9,5 millones de dólares. Su construcción empezó en septiembre de 1997 y fue inaugurado en abril de 1999.
En 2019 se inició la construcción un puente paralelo al Mario Foianini, llamado Puente Metropolitano, con el fin de evitar el congestionamiento vehicular que se ha convertido en un problema constante para los habitantes que se transportan hacia la ciudad de Santa Cruz. Este tendrá un ancho de once metros distribuidos en 7,30 metros de carril, más una ciclovia de 2,60 m y una acera de 1,50 m, construido con un monto de Bs 53.561.000 adjudicado a la empresa constructora El Ceibo. La construcción de este puente paralelo, así como otros propuestos por empresas privadas y el gobierno departamental de Santa Cruz, han recibido críticas y observaciones de parte de la alcaldía de Santa Cruz de la Sierra, ya que afectaría al cordón ecológico que es la barrera natural del río Piraí.